# Josef Skála (politik)
Josef Skála (* 27. května 1952) je český politik a podnikatel, novinář a publicista, vysokoškolský pedagog, komunistický ideolog, v letech 2009–2010 a opět 2016–2018 místopředseda KSČM, představitel konzervativního křídla strany. Od roku 2018 je signatářem levicové platformy Restart a počínaje říjnem 2021 je jedním z vedoucích představitelů sdružení pro obnovu národní suverenity „Kudy z krize“.

## Životopis
Josef Skála ve svých 18 letech vstoupil do KSČ. Studoval žurnalistiku na Univerzitě Karlově v Praze, kde promoval v roce 1975. Ve svém životopisu ze 70. let uvedl:
„Internacionální pomoc SSSR a ostatních socialistických zemí v srpnu 1968 jsem přivítal s nadšením a ulehčením. Sovětská vojska jsem uvítal 21. srpna na úsvitu na ruzyňském letišti.“ „Snažil jsem se pomáhat sovětským vojákům i ve zdánlivě bezvýznamných věcech jejich každodenního života u nás. Brzy po vstupu vojsk, ihned poté, co se rodičům podařilo navázat kontakt, jsem začal pracovat jako autor článků, zpráv a poznámek pro rozhlasovou stanici Vltava.
zpravy.aktualne.cz: 9.6.2016

V roce 1978 působil jako pracovník městského výboru KSČ v Praze (MV KSČ Praha). Roku 1980 obhájil na Vysoké škole politické ÚV KSČ (katedra marxismu-leninismu) kandidátskou disertační práci „Společenské vědomí a soudobý ideologický boj” (jeho školitelem byl marxistický filosof Ladislav Hrzal). Na Univerzitě Karlově pak přednášel filozofii a působil ve vysokých funkcích Socialistického svazu mládeže, v roce 1986 byl na zasedání ÚV SSM zvolen do funkce stálého představitele Československého ústředí vysokoškoláků SSM v Mezinárodním svazu studentstva (ve funkci vystřídal Miroslava Štěpána a zastával ji do zrušení SSM roku 1990), za Vasila Mohority byl členem předsednictva Ústředního výboru SSM, též členem předsednictva Světové rady míru (mezinárodní organizace levicově smýšlející mládeže).
Z tohoto období pochází jeho publikace:
- Postřehy a fikce George Orwella (Praha: Svoboda, 1985),
- The Second World War: Taboo and Falsification (Praha: Orbis, 1985, společně s Ivo Dvořákem) a
- Czechoslovakia Yesterday and Today: 40 questions and answers (Praha: Orbis, 1985).[9]

Dne 15. listopadu 1989 vyznamenal Josef Skála jako předseda na půdě budovy Mezinárodního svazu studentstva generálního tajemníka ÚV KSČ Miloše Jakeše nejvyšším vyznamenáním MSS „Zlatou medailí 17. listopadu” (u příležitosti 50. výročí 17. listopadu 1939 a Mezinárodního dne studentstva).
Ve svazcích StB byl veden jako ideový spolupracovník StB, což byla kategorie tajného spolupracovníka rozvědky, která byla součást StB.
Po Sametové revoluci v roce 1989 začal podnikat. V letech 1991–1998 byl členem představenstva společnosti ELIXTRADE, a.s., v níž působil také jako ředitel (1991–93) a předseda představenstva (1993–98). Krátce byl i členem představenstva společnosti MONTPREFA a.s. Od roku 1995 jsou jeho podnikatelské aktivity spojeny s firmou COMEXPORT, a.s., v níž je od roku 2014 statutárním ředitelem a předsedou správní rady (od roku 2004 je rovněž jediným akcionářem).
Přispívá do internetové revue stripkyzesveta.cz, kterou vydává spolek INSPIRACE, o.s. se sídlem v Londýnské ulici 14 v Praze 2; také účinkuje na youtubovém kanále Petr Bureš TV. Žije v Londýnské ulici v druhém pražském obvodu.
Podnikatelské aktivity roku 2019:
- SaneForest s.r.o. (společník s vkladem – 40% – a jednatel firmy)
- LuxRE a.s. (jediný akcionář)
- MONTPREFA a.s. – v likvidaci

## Politické působení
V letech 1970–1990 byl členem KSČ, od roku 1990 je členem KSČM; ve straně zastává pozici člena Pražské rady KSČM a člena Ústředního výboru KSČM. Byl také strategickým poradcem strany pro mezinárodní politiku. Na konci října 2009 byl zvolen místopředsedou KSČM pro oblast regionální a komunální politiky a občanského sektoru. Na konci června 2010 byl v tajném hlasování na mimořádném zasedání ÚV KSČM z této funkce odvolán.
Ve volbách do Poslanecké sněmovny PČR v roce 2006 a v roce 2010 kandidoval za KSČM v Praze, ale ani jednou neuspěl. Nepodařilo se mu uspět ani ve volbách do Evropského parlamentu v roce 2014, při nichž figuroval na 5. místě kandidátní listiny KSČM.
Ve straně se zařadil do radikálního ultrakonzervativního křídla. V pořadu Události, komentáře, kde obhajoval komunistickou poslankyni Martu Semelovou, například zpochybnil Biľakův podpis zvacího dopisu před invazí vojsk Varšavské smlouvy do Československa, přestože je jeho pravost jednoznačně prokázána. Byl stoupencem prezidenta USA Donalda Trumpa, v rozhovoru pro Parlamentní listy uvedl, že: „do Trumpa buší jen fanklub politických mrtvol – a „levice“, co si nevidí na špičku nosu.“
Na IX. sjezdu KSČM v Praze v polovině května 2016 prohrál v boji o místo předsedy strany s Vojtěchem Filipem poměrem hlasů 155 ku 203; stal se však místopředsedou KSČM. Pozici místopředsedy strany zastával do mimořádného sjezdu v dubnu 2018; tehdy se opět utkal s Vojtěchem Filipem o post předsedy KSČM a opět neuspěl. Získal 143 hlasů, zatímco Filip 165 hlasů. Následně neuhájil ani pozici místopředsedy.
Na Litoměřickém odborném semináři 22. září 2018 ohlásil založení spolku Paměť a svědomí, který má reagovat „přepisování dějin“ ve službách politiky.
Počátkem února 2022 ohlásil kandidaturu na prezidenta České republiky za KSČM; dle svých slov si Josef Skála věřil, chtěl se „hodně rozkročit a opřít se o spoustu lidí z osvícené intelektuální sféry, o levicová hnutí. Bude to široký vlastenecký projekt“. Svou kandidaturu založil na sběru podpisů občanů. V srpnu 2022 odhadl počet nasbíraných podpisů na třetinu až polovinu z potřebných 50 000.
V řádném termínu se mu ale nakonec potřebný počet podpisů získat nepodařilo.
Stal se podporovatelem demonstrací Česká republika na 1. místě!, požadujících např. demisi vlády Petra Fialy a zajištění plynu za nízké ceny z Ruské federace.

## Odsouzení za popírání genocidy
V červnu 2020 Skála tvrdil ve veřejné debatě, kterou vysílalo internetové Svobodné rádio, že masakr polských válečných zajatců Sověty v Katyni je „nacisty zkonstruovaný příběh“ a exhumaci tisíců těl z hromadných hrobů označil za údajnou. Obvodní státní zastupitelství pro Prahu 7 počátkem října 2022 podalo žalobu na Josefa Skálu, na další dva účastníky diskuse i na spolek, který provozuje webové stránky, na nichž dané rádio vysílá. Jednání bylo po právní stránce kvalifikováno jako přečin popírání, zpochybňování, schvalování a ospravedlňování genocidy. Soud původně případ vyřešil takzvaným trestním příkazem; obžalované fyzické osoby dostaly trest osm měsíců vězení s odkladem na patnáct měsíců, právnická osoba (spolek) dostala peněžitý trest 30 tisíc korun. Všichni obžalovaní však vůči trestnímu příkazu podali odpor. Případ tak skončil v soudní síni. V hlavním líčení za popírání genocidy hrozilo Skálovi i dalším dvěma účastníkům diskuse až tři roky vězení. Skála spáchání trestného činu popřel a prohlásil, že „v životě žádné genocidě nefandil ani ji nezpochybňoval".
V březnu 2023 mu soud nepravomocně uložil osmiměsíční podmíněný trest se zkušební dobou na pět let. V červnu 2023 potvrdil odvolací soud pravomocným rozsudkem osmiměsíční podmíněný trest, ale zkrátil zkušební dobu na 1,5 roku. V březnu 2024 pak Nejvyšší soud zamítl dovolání a potvrdil výši určenou odvolacím soudem. Dne 16. prosince 2024 zamítl Ústavní soud ČR jeho stížnost, s tím, že svoboda slova nepokrývá popírání jednoznačně doložených historických fakt.